# Marth (Fire Emblem)
Pour les articles homonymes, voir Marth.
 (avril 2020).
Si vous disposez d'ouvrages ou d'articles de référence ou si vous connaissez des sites web de qualité traitant du thème abordé ici, merci de compléter l'article en donnant les références utiles à sa vérifiabilité et en les liant à la section « Notes et références ».
Marth (マルス, Marusu) est le protagoniste principal du premier épisode de la série de jeux-vidéo Fire Emblem, sorti uniquement au Japon en 1990 sur Famicom : Fire Emblem: Shadow Dragon & the Blade of Light. Il reprend ce rôle dans sa suite, Fire Emblem: Mystery of the Emblem, puis dans leurs remakes respectifs Fire Emblem: Shadow Dragon et Fire Emblem: New Mystery of the Emblem.
Hors du Japon, sa première apparition fut dans le jeu Super Smash Bros. Melee, sorti en 2001 sur Gamecube. Sa présence, ainsi que celle de Roy, protagoniste de Fire Emblem: The Binding Blade, a confirmé l'intérêt des joueurs occidentaux pour la série et incité le développeur Intelligent Systems et l'éditeur Nintendo à exporter la franchise hors des frontières nippones, ce qui sera fait avec son septième volet Fire Emblem: The Blazing Blade, commercialisé en Occident sous le simple titre de Fire Emblem.
Son caractère de protagoniste originel de la série ainsi que ses multiples apparitions au fil des décennies au sein et en dehors de cette dernière lui ont valu de devenir l'une des figures les plus importantes et reconnues de la franchise.

## Apparence
Marth, prince du royaume d'Altea, est un jeune homme de taille moyenne portant une cape indigo et des vêtements de couleur similaire. Sa chevelure bleue est ornée d'un serre-tête doré. Il est armé de l'épée Falchion, qui lui a permis de vaincre Medeus, le Dragon Noir. Il est également souvent représenté portant un bouclier doré : l'Emblème du Feu.

## Personnalité
Marth est un jeune homme vertueux et charismatique qui pense qu'il doit se consacrer à son pays, à son peuple et à sa responsabilité de prince avant sa vie personnelle. Même s'il éprouve des difficultés à faire face aux tragédies qu'il rencontre, il sait que les autres comptent sur lui comme un symbole d'espoir et de réconfort et qu'il se doit de répondre à ces attentes, quitte à dissimuler et subir ses propres souffrances. Ceci se manifeste notamment dans la difficulté qu'il a rencontrer à avouer ses sentiments à Shiida, qu'il prenait d'abord comme un désir personnel qui devait passer après la reconstruction d'Altea. Il a le désir profond d'aider et de sauver autant de personnes qu'il le peut et donnera tout pour y parvenir, mais il est néanmoins pragmatique dans son approche et accepte les décisions difficiles que cela nécessite, comme lorsqu'il a compris que convaincre Camus de rendre les armes était impossible, malgré le souhait de Nyna de l'épargner. À l'occasion, Marth aime plaisanter sur la situation dans laquelle il se trouve comme un moyen d'exprimer sa confiance dans sa capacité à la gérer.
Les pertes subies par Marth lors de la chute d'Altea l'ont beaucoup marqué : il regrette profondément son incapacité à sauver son pays ou sa sœur Elice, estimant qu'il a fait preuve de lâcheté et manqué à ses devoirs envers ses sujets. Il en vint à être consumé par la haine et le désir de vengeance envers Gra, Grust et les autres alliés de Medeus, sans jamais se soucier des sentiments des gens et des soldats jusqu'à ce qu'il les rencontre personnellement et qu'il entende leurs paroles. L'apprentissage des réalités de la guerre et de son impact sur tout le monde, et pas seulement sur sa propre nation, pendant la Guerre des Ombres a finalement permis à Marth de dépasser sa haine et de voir ses ennemis également comme des êtres humains avec leurs propres sentiments et désirs.
Da manière générale, Marth se démarque par sa générosité et son humilité : il est conscient qu'il n'est pas capable de vaincre Medeus seul comme l'avait fait son ancêtre Anri, et sa vraie force reside donc dans sa capacité à rallier autour de lui des femmes et des hommes de tous horizons et de toutes conditions pour combattre un adversaire commun. Ce sont d'ailleurs ces qualités humaines, bien plus que son habileté martiale, qui lui permettent de triompher et qui font de lui un personnage historique encore célébré des millénaires après sa mort.

## Apparitions

### Synthèse
Marth fait ses premiers pas dans Fire Emblem: Shadow Dragon & the Blade of Light, publié en 1990 sur Famicom. Depuis, il est réapparu à de nombreuses reprises dans les titres de la série Fire Emblem, ainsi que dans ceux de la série Super Smash Bros. Ainsi, il est aujourd'hui présent dans une quinzaine de jeux.
| Titre                                           | Support                          | Année | Jouable |
| ----------------------------------------------- | -------------------------------- | ----- | ------- |
| Fire Emblem: Shadow Dragon & the Blade of Light | Famicom                          | 1990  | Oui     |
| Fire Emblem: Mystery of the Emblem              | Super Famicom                    | 1994  | Oui     |
| Super Smash Bros. Melee                         | GameCube                         | 2001  | Oui     |
| Super Smash Bros. Brawl                         | Wii                              | 2008  | Oui     |
| Fire Emblem: Shadow Dragon                      | Nintendo DS                      | 2008  | Oui     |
| Fire Emblem: New Mystery of the Emblem          | Nintendo DS                      | 2010  | Oui     |
| Fire Emblem: Awakening                          | Nintendo 3DS                     | 2012  | Oui     |
| Super Smash Bros. for Nintendo 3DS / for Wii U  | Nintendo 3DS Wii U               | 2014  | Oui     |
| Codename S.T.E.A.M.                             | Nintendo 3DS                     | 2015  | Oui     |
| Fire Emblem Fates                               | Nintendo 3DS                     | 2015  | Oui     |
| Fire Emblem Heroes                              | Android iOS                      | 2017  | Oui     |
| Fire Emblem Echoes: Shadows of Valentia         | Nintendo 3DS                     | 2017  | Non     |
| Fire Emblem Warriors                            | New Nintendo 3DS Nintendo Switch | 2017  | Oui     |
| Super Smash Bros. Ultimate                      | Nintendo Switch                  | 2018  | Oui     |
| Fire Emblem Engage                              | Nintendo Switch                  | 2023  | Oui     |

### Dans la sérieFire Emblem
Dans Fire Emblem: Shadow Dragon & the Blade of Light, Marth est le prince d'Altea, fils du roi Cornelius. Ce dernier fut tué par le sorcier Gharnef, qui avait entrepris de ressusciter l'effroyable Dragon Noir et empereur de Doluna, Medeus. Elice, la sœur de Marth, aida son frère à fuir son royaume pendant la bataille opposant l'empire de Doluna au royaume d'Altea, mais elle fut capturée par Gharnef. Marth s'exila sur l'île de Talys avec quelques soldats d'Altea, où la princesse Shiida leur offrit refuge. Quelques années plus tard, elle les rejoint alors que Marth et ses hommes s'apprêtent à quitter Talys pour reprendre le combat contre les forces de Medeus, afin de sauver Elice et libérer leur royaume de l'occupation. Marth mène bataille sur l'ensemble du continent d'Akaneia, recrutant de nouveaux alliés pour l'aider dans sa cause, notamment la manakete Tiki. Il devra également recouvrer l'épée légendaire Falchion, subtilisée à son père par Gharnef, que le Héros Anri utilisa pour tuer Medeus un siècle auparavant. Si Shiida survit aux évènements du jeu, Marth lui avouera ses sentiments pour elle dans l'épilogue.
Toujours exclusivement au Japon, Marth réapparaît par la suite en 1994 sur Super Famicom dans Fire Emblem: Mystery of the Emblem, troisième jeu de la saga Fire Emblem. Cet opus est divisé en deux parties distinctes nommées "Livres" : le premier d'entre eux est un remake légèrement raccourci du premier épisode, alors que le second est une suite originale parachevant l'histoire de Marth. Dans cette nouvelle aventure, ce dernier est mystérieusement trahi par Hardin, le nouvel empereur d'Akaneia et l'un de ses alliés de la précédente guerre contre Medeus. Ce conflit se révèle cependant être une nouvelle machination de Gharnef, dont la finalité est la résurrection de Medeus et son règne sur l'ensemble du continent. Marth devra reconstituer l'Écu du sceau, la forme originelle de l'Emblème du Feu, dans l'espoir d'enfin terrasser le dragon et de le sceller à tout jamais.
Marth n'apparut plus ensuite dans la saga Fire Emblem, jusqu'à l'annonce en octobre 2007 d'une sortie au Japon pour 2008 d'un remake du premier volet sur Nintendo DS, Fire Emblem: Shadow Dragon. Le jeu sortira finalement en 2009 en Europe.
Naturellement, Marth fait une nouvelle apparition dans le remake du second "Livre" de Monsho no Nazo : Fire Emblem: New Mystery of the Emblem. Le jeu inclut un nouvel avatar personnalisable, Kris, qui devient un proche ami de Marth. Il sort exclusivement au Japon en 2010 sur Nintendo DS. Cela signifie que la seconde partie de l'histoire de Marth n'a jamais été localisée officiellement pour le public international.
Marth revient dans l'opus Fire Emblem: Awakening en tant que personnage à télécharger[réf. nécessaire].
En utilisant la figurine amiibo à son effigie, il peut être recruté dans Fire Emblem Fates, tout comme Ike, Daraen et Lucina[réf. nécessaire].
Bien que Marth n'apparaisse pas véritablement dans Fire Emblem Echoes: Shadows of Valentia, l'utilisation de la figurine amiibo à son effigie permet au joueur d'invoquer une illusion fantomatique à son image le temps d'une bataille[réf. nécessaire].
Marth est l'un des personnages auquel le joueur peut faire appel grâce aux Emblèmes dans Fire Emblem Engage.
Marth est également un personnage jouable de divers spin-offs de la franchise. On peut notamment citer à ce titre Fire Emblem Heroes et Fire Emblem Warriors.

### Dans la sérieSuper Smash Bros.
En 2002, Marth apparaît dans Super Smash Bros. Melee en tant que personnage caché. Aux côtés de Roy, il est le premier représentant de la saga Fire Emblem dans la série de jeux de combat. C'est un personnage assez rapide qui manie l'épée. Pour le débloquer, il faut soit disputer un match au moins en mode "Melee" avec chaque personnage de base, ou soit faire 40 matches en mode "Melee".
En 2008, Marth est de retour dans Super Smash Bros. Brawl, toujours en tant que personnage jouable. Il ne sera plus cette fois-ci accompagné de Roy, mais d'Ike. Pour le débloquer, il faut soit disputer 10 combats en mode "Brawl", soit terminer le mode "Classique" avec n'importe quel niveau de difficulté, ou encore qu'il rejoigne l'équipe du joueur dans "l'Émissaire Subspatial".
Le jeudi 7 novembre 2013, Marth est confirmé comme personnage jouable dans Super Smash Bros. for Nintendo 3DS / for Wii U via l'image de la journée mise en ligne sur le site officiel des jeux. Un Amiibo lui est dédié, et pour la seule fois de la série il peut être sélectionné par le joueur dès le premier lancement du jeu. Il est cette fois accompagné d'Ike, Daraen et Lucina à la sortie du jeu en 2014. Roy et Corrin sont également ajoutés au jeu après sa sortie en tant que contenu additionnel téléchargeable, en 2015 et 2016 respectivement.
En 2018, Marth marque son retour comme personnage jouable dans Super Smash Bros. Ultimate, ainsi que la totalité des personnages de la série Fire Emblem présents dans l'opus précédent. Ils sont initialement rejoints par Chrom à la sortie du jeu, puis par Byleth en tant que personnage additionnel en 2020. Il peut être débloqué dans le mode "La Lueur du monde", dans le mode Classique, ou dans le mode Smash.

## Création et évolution
Marth est l'un des personnages créés pour Fire Emblem: Shadow Dragon & the Blade of Light par le concepteur et scénariste du jeu, Shouzou Kaga. Selon Kaga, bien que Marth joue un rôle important dans l'histoire, il n'en est pas techniquement le protagoniste principal, car à ses yeux aucun personnage n'est intrinsèquement plus important qu'un autre. Au début du développement, une scène aurait dû représenter Marth agenouillé de chagrin à côté du corps de son serviteur et mentor Jagen, mourant dans une mare de sang : il devait s'agir d'un moment symbolique où Marth passe violemment à l'âge adulte en perdant une figure paternelle. En raison des limitations techniques, cette scène et d'autres scènes similaires ont dû être coupées. Le concepteur du personnage de Marth est actuellement inconnu, bien que les graphismes et l'art des personnages de Shadow Dragon & the Blade of Light aient été réalisés en collaboration par Tohru Ohsawa, Naotaka Ohnishi, Saotshi Machida et Toshitaka Muramatsu. L'apparence de Marth a été modifiée pour les affiches promotionnelles, avec une coiffure légèrement différente et une nuance de bleu différente pour ses cheveux.
Il a été redessiné pour Fire Emblem: Mystery of the Emblem en 1994 par l'illustrateur du jeu, Katsuyoshi Koya. Pour le remake du premier jeu en 2008, Fire Emblem: Shadow Dragon, Marth a également été redessiné. L'objectif principal de l'équipe était de donner au personnage une apparence plus moderne sans trop s'éloigner de ce que les fans attendaient de lui. La refonte a été confiée à Masamune Shirow, artiste de Ghost in the Shell. Il a été redessiné une fois de plus en 2010 pour le remake du troisième jeu, New Mystery of the Emblem, par Daisuke Izuka. Le design de Marth pour son apparition dans le contenu téléchargeable de Fire Emblem: Awakening a été réalisé par Senri Kita, l'illustratrice de Fire Emblem: Path of Radiance et Fire Emblem: Radiant Dawn.
Masahiro Sakurai, le créateur de la série Super Smash Bros., voulait initialement que Marth fasse partie du roster du jeu original, mais des contraintes de temps l'en ont empêché. Les développeurs de Super Smash Bros. Melee avaient à l'origine l'intention de rendre Marth et Roy jouables uniquement dans la version japonaise du jeu, la série Fire Emblem n'ayant jusque ici pas traversé les frontières japonaises, mais au des réactions positives qu'ils ont reçu lors de la localisation nord-américaine du jeu, ils ont décidé de le garder dans les versions nord-américaine et européenne. Sakurai a redesigné le personnage pour Super Smash Bros. Brawl, où il a été inclus en tant que personnage jouable au côté de Ike de Path of Radiance et Radiant Dawn. À la même époque, Marth a également été redessiné pour Shadow Dragon, ce qui a pris de court Sakurai. Il a déclaré que s'il l'avait su plus tôt, il aurait intégré le nouveau design au jeu plutôt que le sien. Les apparitions ultérieures de Marth dans la série Super Smash Bros. ont été alignées sur son design de New Mystery of the Emblem.
Dans la plupart de ses apparitions, Marth a été doublé en japonais par Hikaru Midorikawa, y compris dans les versions occidentales des jeux Super Smash Bros. jusqu'à l'épisode for Nintendo 3DS / for Wii U inclus. En anglais, il est doublé par Yuri Lowenthal.